# Arma di comunità
In araldica, si definiscono «armi di comunità» quelle adottate sia dagli enti pubblici (Comuni, Province, etc.), sia quelle proprie di qualunque gruppo di individui riuniti per un fine particolare (Corporazioni, Confraternite, Società, etc.), per le quali è preferibile il termine di armi sociali.
In questo insieme si possono far rientrare anche le armi degli Ordini religiosi e quelle dei Corpi e Reparti militari.

Stemma di Comune
Stemma di Città
Stemma di Provincia
Stemma di Regione
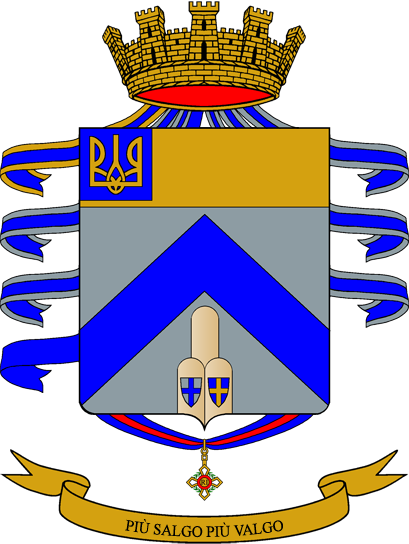
Stemma di unità militare
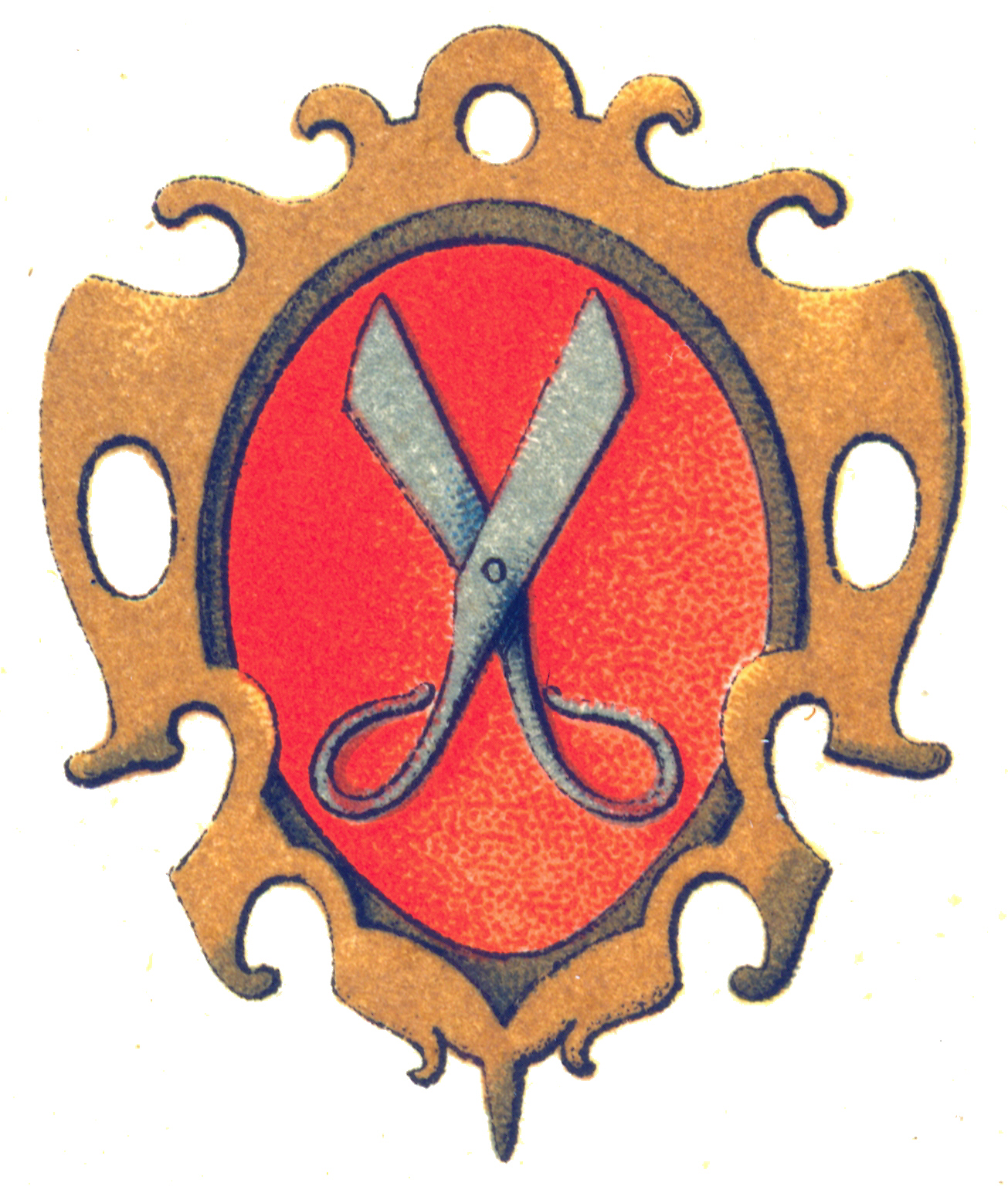
Stemma di gilda tedesca